# Andrés José Ayala Sánchez
Andrés José Ayala Sánchez (Cartagena, 14 de junio de 1952) es un político español del Partido Popular.

## Biografía
Nació en Cartagena el 14 de junio de 1952. Abogado y técnico de urbanismo, durante la década de 1990 figuró en el primer ejecutivo autonómico de Ramón Luis Valcárcel en la Región de Murcia como secretario general de Obras Públicas. Fue elegido diputado de las Cortes Generales de la vii, viii, ix, x y xi legislaturas.